# Eugenio López-Chacarra
Artikeln följer den spanska namnseden; faderns efternamn är López och moderns efternamn Chacarra.
Eugenio López-Chacarra, född 22 mars 2000 i Madrid, är en spansk professionell golfspelare som spelar för Liv Golf. Han har tidigare spelat bland annat på PGA Tour och PGA European Tour.
Den 28 juni 2022 meddelades det att López-Chacarra hade skrivit på ett avtal med Liv Golf. Det rapporterades om att avtalet var på tre år och värt mellan åtta och 15 miljoner amerikanska dollar. Han vann Liv Golf Invitational Bangkok i Liv Golf Invitational Series 2022 och erhöll fyra miljoner dollar i prispengar. López-Chacarra, tillsammans med Abraham Ancer, Sergio García och Carlos Ortiz, vann även lagtävlingen och fick ytterligare 750 000 dollar vardera i prispengar för den bedriften.
Han studerade vid Oklahoma State University–Stillwater och spelade golf för deras idrottsförening Oklahoma State Cowboys.